# Tommaso Giacomel
Tommaso Giacomel (Vipiteno, 5 aprile 2000) è un biatleta italiano.

## Biografia
Originario di Imer, Giacomel ha esordito in Coppa del Mondo il 6 marzo 2020 a Nové Město na Moravě (27º in una sprint) e il 15 gennaio 2021 ha ottenuto a Oberhof il primo podio in Coppa del Mondo (3º in staffetta). Ha debuttato ai campionati mondiali a Pokljuka 2021 piazzandosi 70º nell'individuale e 6º nella staffetta e ai Giochi olimpici invernali a Pechino 2022 classificandosi 61º nella sprint e 7º nella staffetta. Ai successivi mondiali di Oberhof 2023 ha vinto la medaglia d'argento nella staffetta mista, quella di bronzo nella staffetta mista individuale e si è classificato 17º nella sprint, 43º nell'inseguimento, 28º nella partenza in linea, 17º nell'individuale e 7º nella staffetta e a quelli di Nové Město na Moravě 2024 ha vinto la medaglia d'argento nella staffetta mista individuale e si è piazzato 15º nella sprint, 20º nell'inseguimento, 45º nell'individuale, 15º nella partenza in linea, 6º nella staffetta e 10º nella staffetta mista. Il 19 gennaio 2025 ha conquistato la prima vittoria in Coppa del Mondo, nella partenza in linea disputata a Ruhpolding e ai successivi Mondiali di Lenzerheide 2025 ha vinto la medaglia d'argento nell'individuale e si è classificato 5º nella sprint, 5º nell'inseguimento, 6º nella partenza in linea, 5º nella staffetta, 7º nella staffetta mista e 7º nella staffetta mista individuale.

## Palmarès

### Mondiali
- 4 medaglie:
  - 3 argenti (staffetta mista a Oberhof 2023; staffetta mista individuale a Nové Město na Moravě 2024; individuale a Lenzerheide 2025)
  - 1 bronzo (staffetta mista individuale a Oberhof 2023)

### Mondiali giovanili
- 2 medaglie:
  - 1 argento (sprint a Otepää 2018)
  - 1 bronzo (staffetta a Osrblie 2019)

### Coppa del Mondo
- Miglior piazzamento in classifica generale: 6º nel 2025
- 15 podi (8 individuali, 7 a squadre):
  - 1 vittoria (individuale)
  - 8 secondi posti (5 individuali, 3 a squadre)
  - 6 terzi posti (2 individuali, 4 a squadre)

#### Coppa del Mondo - vittorie
| Data            | Località   | Nazione  | Specialità |
| --------------- | ---------- | -------- | ---------- |
| 19 gennaio 2025 | Ruhpolding | Germania | MS         |

Legenda:

MS = partenza in linea